# Tore Bjonviken
Tore Bjonviken (2 gennaio 1975) è un ex fondista norvegese.

## Biografia
In Coppa del Mondo ottenne il primo risultato di rilievo il 9 marzo 1996 a Falun (45°), il primo podio l'11 marzo 1997 a Sunne (2°) e la prima vittoria il 26 novembre 2000 a Beitostølen.
In carriera prese parte a un'edizione dei Campionati mondiali, Val di Fiemme 2003 (44° nella 15 km).

## Palmarès

### Mondiali juniores
- 1 medaglia:
  - 1 bronzo (30 km a Gällivare 1995)

### Coppa del Mondo
- Miglior piazzamento in classifica generale: 20º nel 2001
- 8 podi (3 individuali, 5 a squadre[1]):
  - 2 vittorie (a squadre)
  - 3 secondi posti (2 individuali, 1 a squadre)
  - 3 terzi posti (1 individuale, 2 a squadre)

#### Coppa del Mondo - vittorie
| Data             | Località    | Nazione  | Spec.                                                                  |
| ---------------- | ----------- | -------- | ---------------------------------------------------------------------- |
| 26 novembre 2000 | Beitostølen | Norvegia | 4x10 km (con Odd-Bjørn Hjelmeset, Kristen Skjeldal e Tor-Arne Hetland) |
| 8 dicembre 2002  | Davos       | Svizzera | 4x10 km (con Anders Aukland, Tor-Arne Hetland e Thomas Alsgaard)       |